# Tamorley Thomas
Tamorley Thomas (ur. 28 lipca 1983 w Saint John’s) – piłkarz z Antigui i Barbudy występujący na pozycji ofensywnego pomocnika, obecnie zawodnik Antigua Barracuda.

## Kariera klubowa
Thomas rozpoczynał swoją karierę piłkarską w drużynie Hoppers FC. Szybko został kluczowym piłkarzem drużyny i w sezonie 2004/2005 wywalczył z nim wicemistrzostwo Antigui i Barbudy. Sukces ten powtórzył jeszcze rok później, w rozgrywkach 2005/2006, a także w sezonach 2007/2008, 2008/2009 i swoim ostatnim w Hoppers, 2010/2011. Dwukrotnie brał udział w CFU Club Championship, jednak nie zdołał tam wywalczyć żadnych sukcesów. Ogółem barwy Hoppers reprezentował przez dziewięć lat. W 2011 roku został zawodnikiem zespołu Antigua Barracuda FC, grającego w trzeciej lidze amerykańskiej – USL Pro. Zadebiutował w nim 18 kwietnia w przegranym 1:2 spotkaniu z Los Angeles Blues i w tym samym meczu strzelił pierwszego gola w historii klubu.

## Kariera reprezentacyjna
W seniorskiej reprezentacji Antigui i Barbudy Thomas zadebiutował 11 listopada 2002 w spotkaniu z Haiti w ramach kwalifikacji do Złotego Pucharu CONCACAF. Wystąpił w dwóch meczach wchodzących w skład eliminacji do Mistrzostw Świata 2006, na które jego drużyna nie zdołała się jednak zakwalifikować. Z takim samym skutkiem zakończyły się dla Antigui i Barbudy eliminacji do Mistrzostw Świata 2014, podczas których Thomas wpisał się na listę strzelców sześciokrotnie – raz w obydwóch konfrontacjach z Curaçao, wygranych odpowiednio 5:2 i 1:0, trzykrotnie w wygranym 10:0 pojedynku z Wyspami Dziewiczymi Stanów Zjednoczonych i raz w przegranym 1:2 spotkaniu z Haiti.